# Alba Rohrwacher

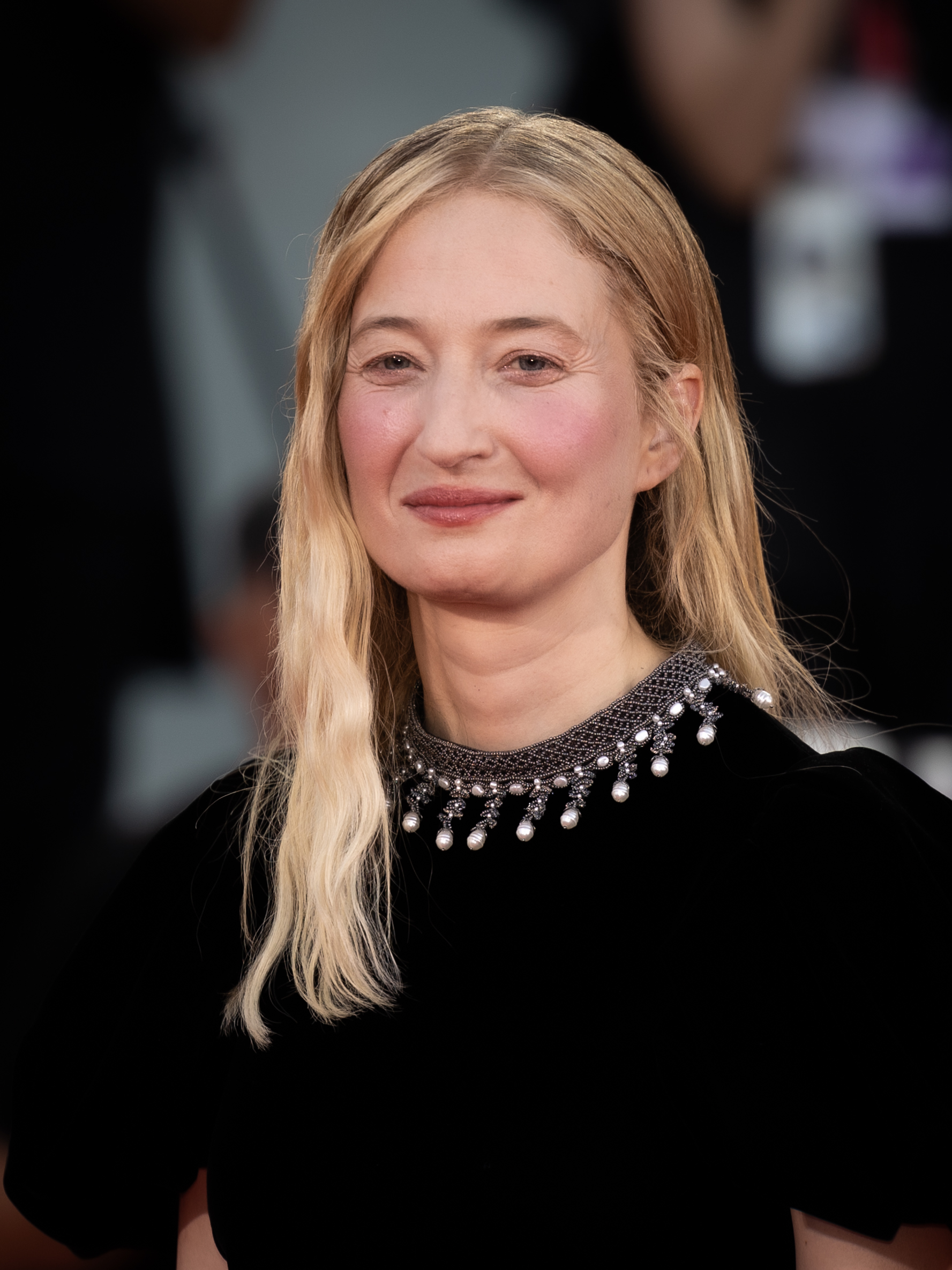
Alba Rohrwacher (2024)

Alba Caterina Rohrwacher (anhörenⓘ; * 27. Februar 1979 in Florenz) ist eine italienische Schauspielerin.

## Leben
Alba Rohrwacher wurde in Florenz als Tochter eines Deutschen und einer Italienerin geboren. Ihre Schwester ist die Regisseurin Alice Rohrwacher. Sie studierte Schauspiel an der italienischen Filmhochschule Scuola Nazionale di Cinema in Rom. Ihre erste Filmrolle erhielt sie 2004 in L’amore ritrovato von Carlo Mazzacurati. 2007 spielte sie in Tage und Wolken von Silvio Soldini die Rolle der Alice und wurde 2009 hierfür mit dem David di Donatello als beste Nebendarstellerin ausgezeichnet. Im gleichen Jahr erhielt sie diese Auszeichnung für die Rolle der Giovanna in Pupi Avatis Giovannas Vater in der Kategorie Beste Hauptdarstellerin. Während der Berlinale 2009 wurde sie als einer der Europäischen Shooting Stars präsentiert. 2009 spielte sie an der Seite von Tilda Swinton in Io sono l’amore von Luca Guadagnino. Auf der Berlinale 2010 wurde die Welturaufführung von Silvio Soldinis Cosa voglio di più gezeigt, in dem sie die Hauptfigur Anna spielt. Die deutsche Regisseurin Doris Dörrie wählte Rohrwacher für die Hauptrolle in ihrem Drama Glück aus.
Im Jahr 2011 wurde Rohrwacher in die Wettbewerbsjury der 68. Internationalen Filmfestspiele von Venedig berufen und war 2016 Teil der Jury der 66. Internationalen Filmfestspiele Berlin. Im Jahr 2018 wurde sie in die Academy of Motion Picture Arts and Sciences berufen, die jährlich die Oscars vergibt. Vom Filmfest München wurde ihr 2022 der CineMerit Award zuerkannt.
Im Jahr 2025 wurde sie beim 78. Filmfestival von Cannes als Jurymitglied des Hauptwettbewerbs ausgewählt.

## Filmografie (Auswahl)
- 2004: L’amore ritrovato – Regie: Carlo Mazzacurati
- 2005: Melissa P. – Mit geschlossenen Augen – Regie: Luca Guadagnino
- 2007: Part deux (Kurzfilm) – Regie: Luca Guadagnino
- 2007: Mein Bruder ist ein Einzelkind (Mio fratello è figlio unico)
- 2007: Piano, solo – Regie: Riccardo Milani
- 2007: Tage und Wolken (Giorni e nuvole) – Regie: Silvio Soldini
- 2008: Riprendimi – Regie: Anna Negri
- 2008: Stilles Chaos (Caos calmo)
- 2008: Il papà di Giovanna – Regie: Pupi Avati
- 2009: Il tuo disprezzo – Regie: Pupi Avati
- 2009: Due partite – Regie: Enzo Monteleone
- 2009: I Am Love (Io sono l’amore) – Regie: Luca Guadagnino
- 2009: L’uomo che verrà – Regie: Giorgio Diritti
- 2010: Diarchia – Regie:  Ferdinando Cito Filomarino
- 2010: Was will ich mehr (Cosa voglio di più) – Regie: Silvio Soldini
- 2010: Die Einsamkeit der Primzahlen (La solitudine dei numeri primi)
- 2012: Glück
- 2012: Bella addormentata – Regie: Marco Bellocchio|
- 2012: Il comandante e la cicogna – Regie: Silvio Soldini
- 2014: Land der Wunder (Le meraviglie)
- 2015: Sworn Virgin – Regie: Laura Bispuri
- 2016: Operation Duval – Das Geheimprotokoll (La mécanique de l’ombre) – Regie: Thomas Kruithof
- 2017: Ismaëls Geister (Les fantômes d’Ismaël) – Regie: Arnaud Desplechin
- 2020: Last Words – Regie: Jonathan Nossiter
- 2018: Meine Tochter – Figlia Mia
- 2018: Glücklich wie Lazzaro (Lazzaro felice)
- 2018: Angelo
- 2018: Ein Wunder (Il miracolo)
- 2018–2022: Meine geniale Freundin (L’amica geniale, Fernsehserie, 23 Folgen)
- 2019: Magari – Regie: Ginevra Elkann
- 2019: The Staggering Girl (Kurzfilm) – Regie: Luca Guadagnino
- 2019: Hellhole – Regie: Bas Devos
- 2020: Was uns hält (Lacci)
- 2020: Alices Welt (Sous le ciel d’Alice) – Regie: Chloé Mazlo
- 2020: Last Words
- 2021: Tre piani
- 2021: Frau im Dunkeln (The Lost Daughter)
- 2021: Il paradiso del pavone
- 2022: Marcel!
- 2022: Le pupille (Kurzfilm)
- 2023: La chimera
- 2023: Finalmente l’alba
- 2023: Hors-saison
- 2023: Te l'avevo detto – Regie: Ginevra Elkann
- 2023: Mi fanno male i capelli – Regie: Roberta Torre
- 2024: Maria